# هشت‌پایان
هشت‌پایان (نام علمی: Octopodidae) نام یک تیره از راسته هشت‌پا است.